# Arnold Förster
Arnold Förster (Aquisgrana, 20 gennaio 1810 – Aquisgrana, 12 agosto 1884) è stato un entomologo e insegnante tedesco, che studiò principalmente Coleoptera e Hymenoptera.

## Biografia
Fu Oberlehrer (insegnante superiore) ad Aquisgrana (Germania) per la sua intera attività lavorativa. Lavorò incessantemente sull'entomologia, dedicandosi in particolare allo studio dei coleotteri e degli imenotteri; in particolare, per questi ultimi fu un autore pionieristico.

## Opere
Si riporta una selezione delle principali opere:
- Hymenopterologische Studien I . Formicariae: 74 pp. Aachen. (1850)
- Hymenopterologische Studien. II . Chalcidiae und Prototrupii. Aachen: Ernst ter Meer 152 pp.(1856)
- Synopsis der Familien und Gattungen der Braconen Verhandlungen des Naturhistorischen Vereins der Preussischen Rheinlande und Westfalens. 19: 225–228 (1862)
- Synopsis der Familien und Gattungen der Ichneumonen. Verhandlungen des Naturhistorischen Vereins der Preussischen Rheinlande und Westfalens. 25(1868):135-221.(1869)

### Raccolte e collezioni
- Coleoptera e Homoptera di Förster: Cicadina e alcuni dei suoi Hymenoptera (Cynipidae, Ichneumonidae (Cryptinae tranne Pezomachini e Stilpnini), Pimplinae e Ophioninae (tranne Plectiscini e Campoplex), Braconidae, Chrysididae, Formicidae e Vespidae) si trovano nel Museo di Scienze Naturali Humboldt di Berlino.
- I campioni di Tenthredinidae, Ichneumonidae (Pezomachini, Stilpnini, Tryphonini, Plectiscini e Campoplex) e Apidae si trovano nel Museo Statale di Monaco di Baviera.
- I campioni di Proctotrupidae e Chalcididae e i restanti esemplari delle Ichneumonidae sono conservati nel Museo di Storia Naturale di Vienna.
- I restanti insetti di Förster, Sphegidae e Diptera (con molti tipi di specie descritti da Johann Wilhelm Meigen), sono conservati nel Zoological Museum[senza fonte] di Halle (Saale).

I quaderni di Förster contengono caratteristiche e descrizioni, soprattutto relative ai generi di Hymenoptera, quasi interamente dedicati alle Ichneumonidae, si trovano nello Smithsonian Institute. Sono scritti in tedesco, greco e latino e contengono informazioni non pubblicate. Alcune informazioni fanno riferimento all'entomologo irlandese Alexander Henry Haliday.